# 黃沙水產市場

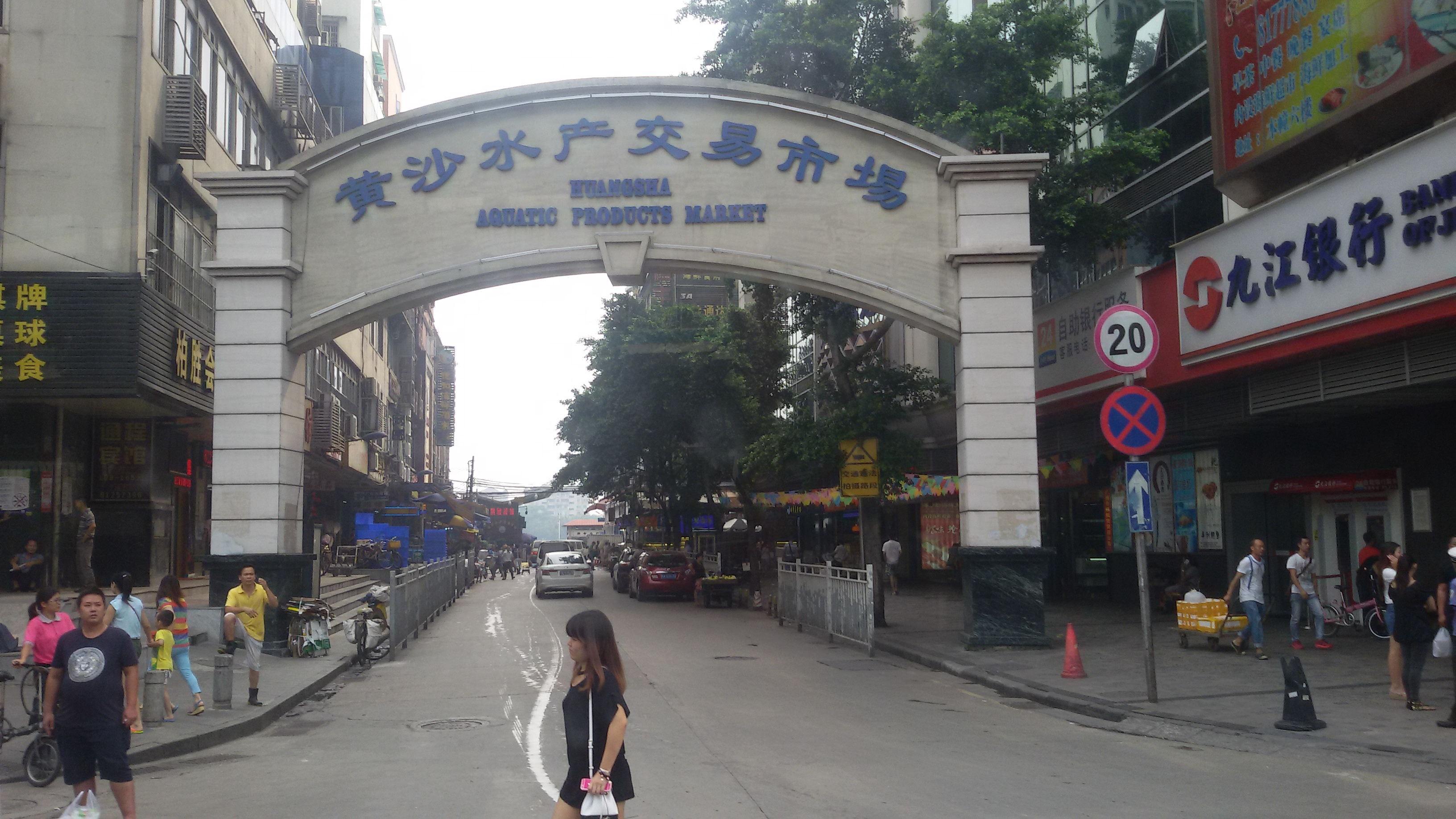
市場門樓

黃沙水產市場，又名黃沙水產交易市場，是廣東廣州的一個專業批發市場，位於荔灣區黃沙大道西猪栏路，鄰近珠江，為中國大陸三大水產批發市場之一，聚集有水產批發、零售、餐飲等業者，也是華南地區最大的水產市場。

## 歷史
1990年代時此帶為廣州新風港的碼頭，原維持著新風港務公司2000多職工生計，但當時航運業務漸漸萎縮，導致職工們面臨失業壓力。1994年，有建議在此搞水產批發市場，新風港務公司在分析各項因素後，確定轉變業務。同年7月16日，在黃沙碼頭西側劃出3000平方米地皮，作為批發市場用地。最早是在海印南等地“天光墟”摆卖的商販，搬入港口仓库改造的简易棚仔档口，後期新建水产大楼改進了档口環境。2013年開始附近陸續開業8家海鮮酒樓，以現做批發市場的海鮮為賣點。

## 概況

市場小覽
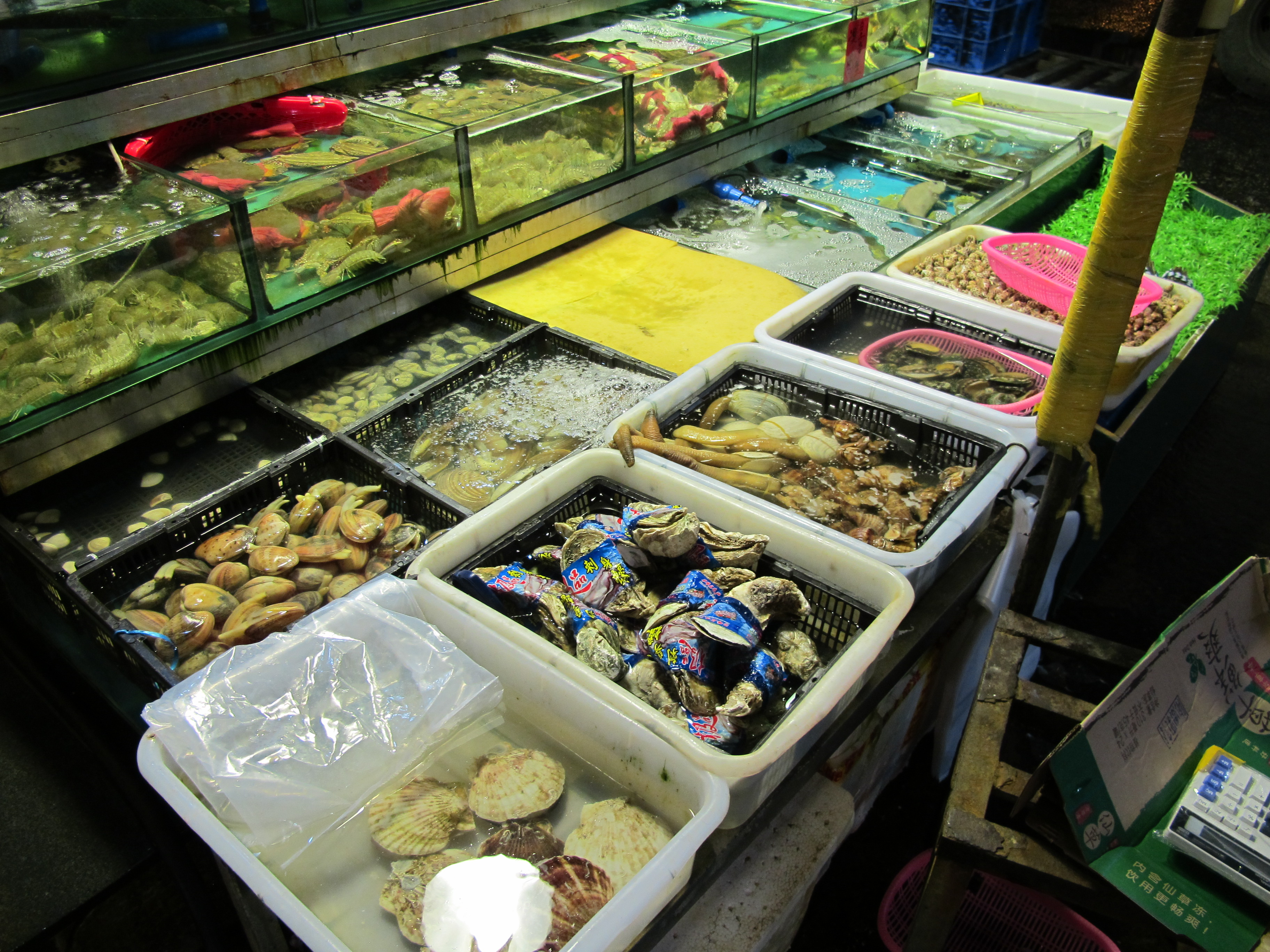
檔口所售賣的海產
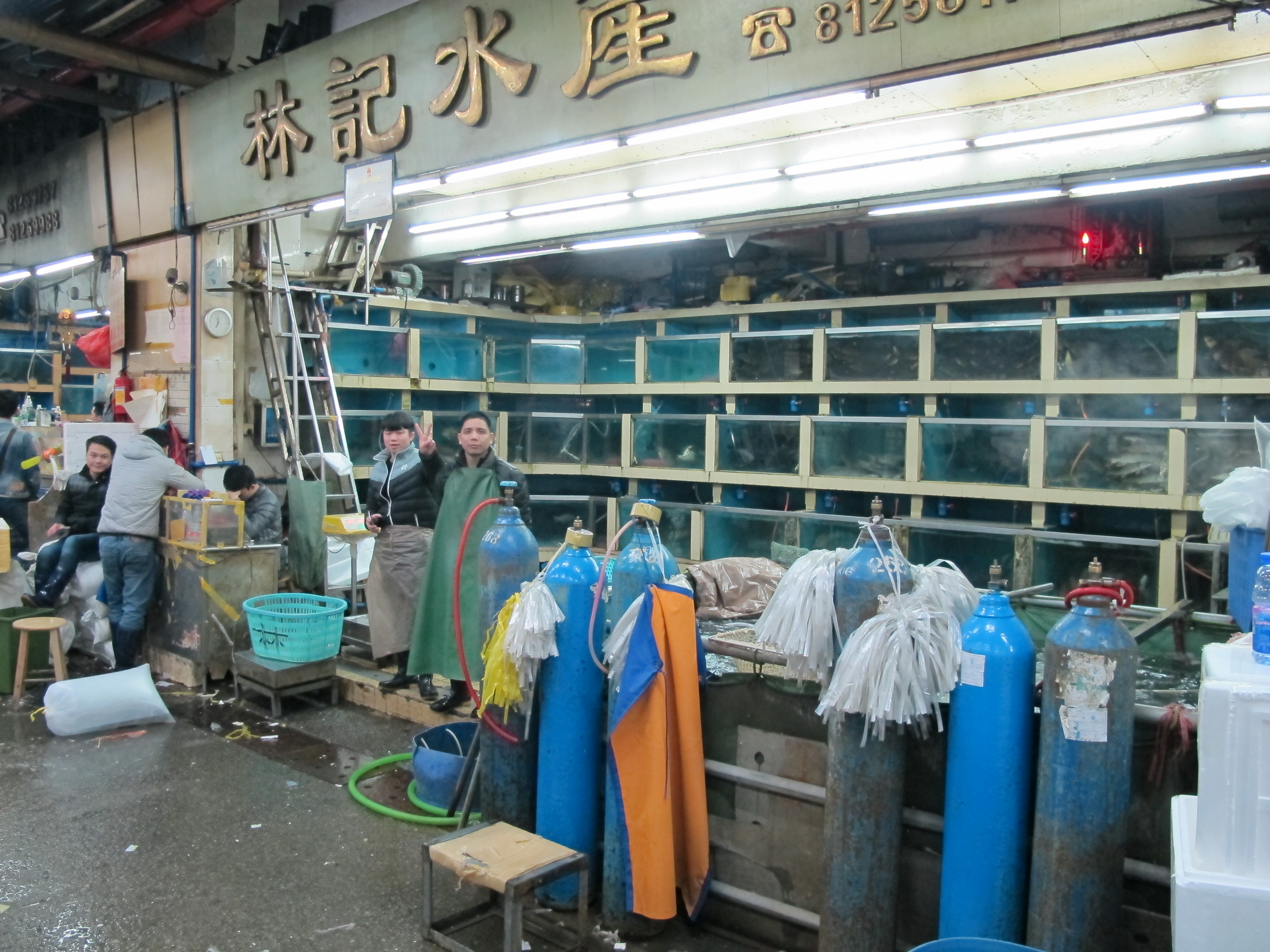
市場中一個叫林記的檔口
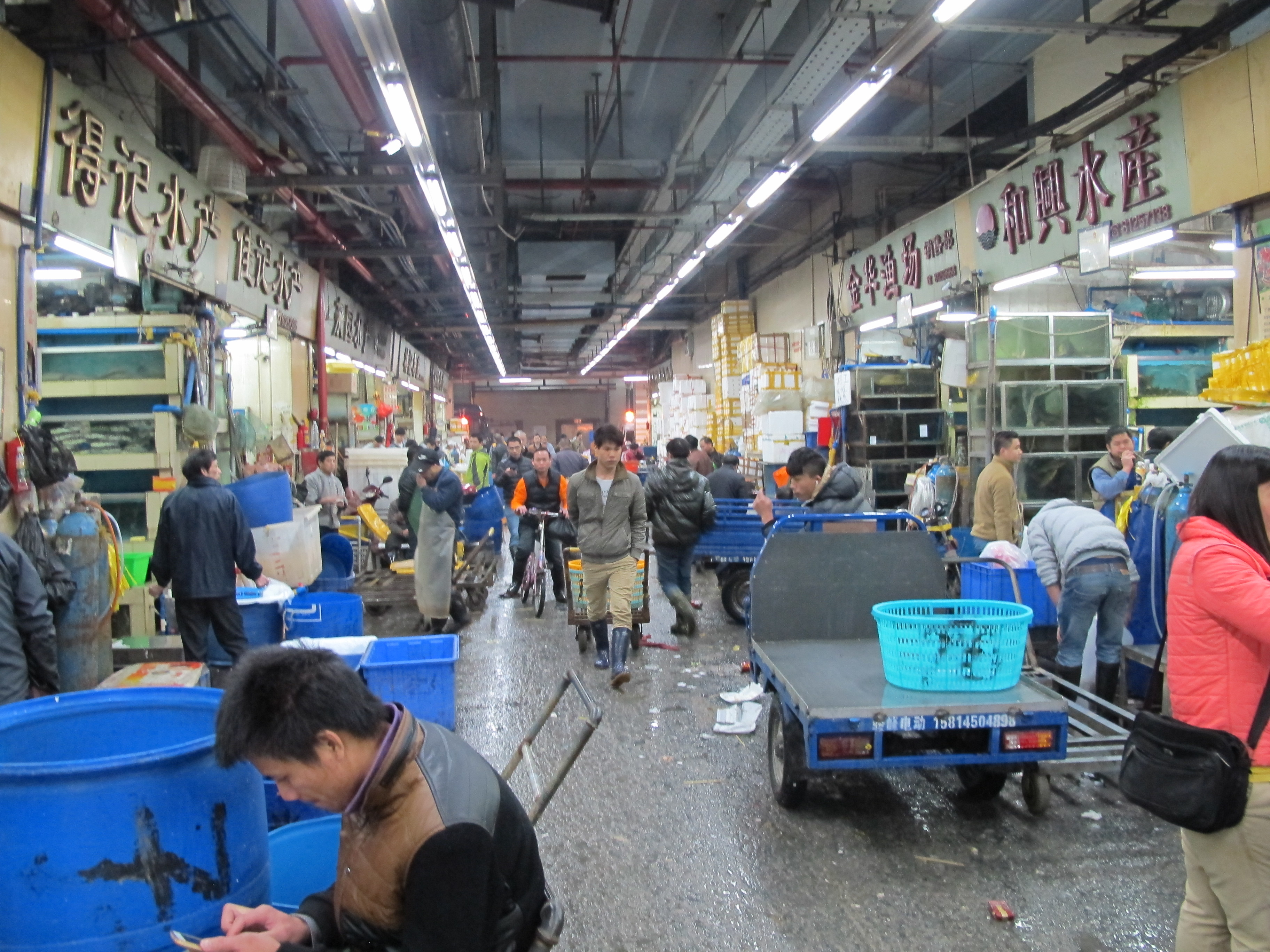
市場內部
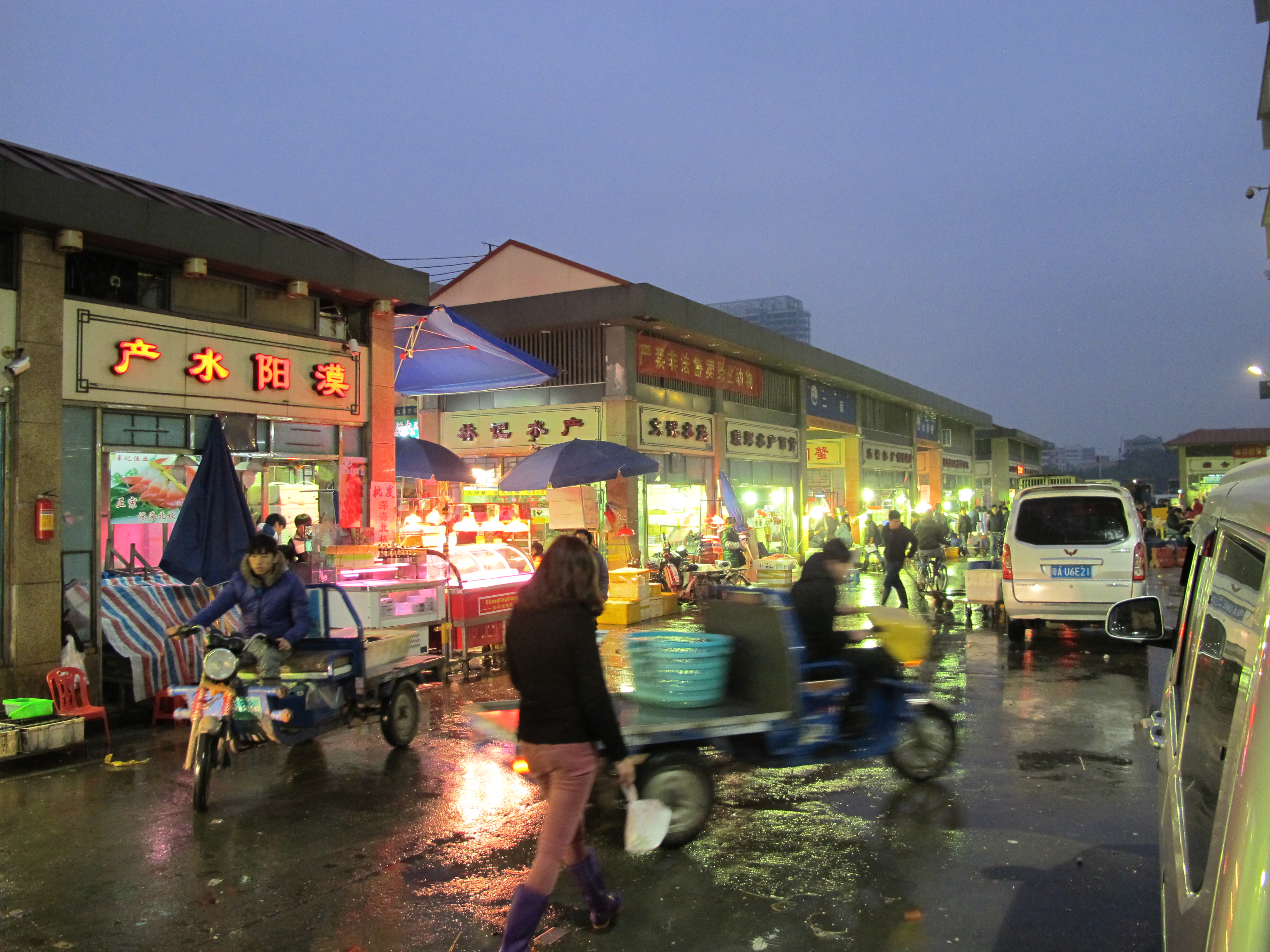
夜晚忙碌的市場

市場內有大小档户约400个，商品货源来自大陸各地和世界二十多个国家，有200多個品，包括鱼、虾、蟹、贝等，還有澳洲龙虾、冰岛生蚝、挪威三文鱼等，日交易额达2000万元，日鲜活产品交易量达500吨。附設碼頭可同時停泊3000噸、300噸、 100噸船數十艘。
市场档主据称以潮汕和客家人居多。随着市场交易扩大，大宗批发转邻近的如意坊新风中转站。

## 搬遷
在市政府謀劃“退二进三”的整體市區再開發的計劃下，2006年五湖四海集团曾与洛溪村签订20年租约，得到村内15万平方米的旧厂地，承接政府計劃搬遷的黄沙水产市场。而一旦市场搬迁有機會影響10多万業者生計。从2007年起，水产市场就一直計劃搬迁，而對原址發展方案、迁往地等問題的多方博弈而擾攘多年，開初計劃接收的五湖四海水产市场未待計劃施行，已转做渔人码头。
市场主管陈智勇表示，如果市场搬到芳村，市场影响力会逐渐消失，客流人气亦容易流失，认为靠简单行政指令难以复建一个同样的市场。2015年5月19日荔湾区综合行政执法局派员，以挖掘机清拆市场西、南沿江一侧31间水产档口，引起猜测市场搬迁，执法人员与商户一度僵持。时计划外迁的三个新候选地点是芳村的龙溪、东沙码头和东洛围。
2018年8月規劃局控規修訂，市場計劃迁至芳村沙洛片区，即芳村东洛围，鄰近原廣州造船廠。相关项目于2020年11月开工，定名为黄沙水产中心，计划于2024年启用。